# Myndus adami
Myndus adami är en insektsart som beskrevs av Synave 1953. Myndus adami ingår i släktet Myndus och familjen kilstritar. Inga underarter finns listade i Catalogue of Life.